# Bien de cambio
Los bienes de cambio son aquellos bienes tangibles creados para la compra y venta con el objetivo final de generar ganancias. Consisten en los valores relacionados con el activo financiero de una institución, cuya capacidad para ser empleados en transacciones de compra y venta permite, a cambio, la adquisición de un valor. Estos se destinan a la comercialización, especialmente si son producidos por una empresa. Cabe notar, por lo tanto, que su producción dependerá directamente de la demanda que generen las necesidades de las personas.

## Descripción
Los bienes de cambio son el conjunto de bienes tangibles que un ente u organización posee con el objetivo de sacarlos al mercado durante el curso usual de su producción y distribución. Estas dependen directamente las necesidades generadas por las personas, de tal modo que será introducido en el mercado siguiendo la Ley de la oferta y la demanda.
El término "bien de cambio" engloba en su significado tanto los bienes adquiridos para su reventa como los producidos por la institución en sí. Además, puede estar hablando también de aquellos que serán vendidos sin tener que pasar por ninguno tipo de transformación y aquellos que sí deberán someterse a un proceso de cambio antes de poder ser comercializados; y puede referirse tanto a aquellos ya terminados como a los que aún se encuentran en etapas intermedias de su producción.
Podemos dividirlos en aquellos destinados a empresas comerciales (es decir, mercadería de reventa) y empresas industriales. Dentro de los productos dirigidos a empresas industriales hallamos los productos elaborados, productos en curso de elaboración, materias primas y, por último, accesorios, repuestos y otros materiales. También los podemos distribuir según la fase de producción en que se encuentran o según el destino final al cual sean dirigidos.
No deben confundirse como bienes de cambio los repuestos almacenados para tareas de mantenimiento, los materiales a ser consumidos en el proceso de comercialización (como embalajes, muestras o materiales de propaganda) y los materiales usados en actividades administrativas. Esto se debe a que al clasificar los bienes lo hacemos considerando, de forma contable, su imputación final a costo de mercaderías vendidas. De este modo, los enumerados en este párrafo deben clasificarse como otros activos.

## Valor de cambio
Todo bien se considera un recurso económico para la empresa, lo cual significa que posee una utilidad económica, ya sea porque es dinero, porque se puede convertir en él o porque son bienes los cuales esperamos vender o darles uso. Esto equivale a decir que todos los bienes de cambio tienen un valor de cambio.
Según Aristóteles, todo artículo puede tener dos utilidades: la primera, como medio de uso, y la segunda, como medio de cambio. Así pues, el valor de uso es la capacidad que posee un objeto para satisfacer una necesidad (un zapato satisface una necesidad de comodidad en el calzado), y el valor de cambio la que tiene un objeto para ser cambiado por otros (un zapatero hace zapatos para venderlos a cambio de dinero).

## Estimación de precio
Probablemente el cómo valorar los bienes consiste en uno de los debates principales para las empresas. Esto se debe a que el valor real de una mercancía puede variar de un mes a otro, por ejemplo.
Teniendo esto en cuenta, contamos con un método global que consiste en calcular el precio basándonos en la fórmula a continuación: CMV = Existencia Inicial + Compras - Existencia Final. 
El único problema de este método es que en el fondo no permite conseguir un costo de mercaderías fiel a la realidad, puesto que no se puede controlar adecuadamente el inventario durante el ejercicio, al mismo tiempo que esconde las posibles ineficacias presentes en el manejo de inventarios.
Es por ello que existe el método de Inventario Permanente, donde los bienes de cambio se registran en inventarios con el objetivo de estimar su precio en el mercado. Para ello, pueden tomarse distintas vías.
El primer sistema considera el precio siguiendo el criterio FIFO (primera entrada, primera salida o first in, first out), por lo cual el precio de la mercadería se archiva tal y como se adquirió, y las salidas siguen el orden cronológico. Así pues, las primeras unidades adquiridas serán las primeras en salir al mercado.
También puede utilizarse el método de última entrada, primera salida o last in, first out (LIFO), según el cual los costos son también parecidos a aquellos encontrados en el mercado. Las salidas, sin embargo, siguen un orden cronológico inverso. Así pues, se registran los últimos valores de los bienes como primeras salidas. En otras palabras, se presupone que los últimos activos en llegar serán los primeros en salir a la venta.
El último sistema empleado es el PPP (Precio Promedio Ponderado), que prefiere realizar un promedio del precio de las unidades en existencia. Este será el coste que quedará guardado para las diversas salidas.